# Sockel AM2+
Der Sockel AM2+ ist ein Prozessorsockel für AMD-Prozessoren der Athlon 64- und der Phenom-Familie.
Von seinem Vorgänger Sockel AM2 unterscheidet er sich im Wesentlichen lediglich durch die Unterstützung von HyperTransport 3.0 sowie einer separaten Stromversorgung für Prozessorkerne und Speichercontroller. Daher ist er sowohl mechanisch als auch elektrisch kompatibel zum Sockel AM2. Laut AMD funktionieren sowohl AM2-Prozessoren in AM2+-Mainboards als auch AM2+-Prozessoren in AM2-Mainboards. Allerdings können die neuen Funktionen nur genutzt werden, wenn beide Komponenten der AM2+-Spezifikation folgen.
Im September 2007 haben die Mainboard-Hersteller damit begonnen, ihre bestehenden AM2-Mainboards für den Einsatz der AM2+-Prozessoren fit zu machen. Dabei ist in der Regel ein BIOS-Update notwendig, um den neuen Prozessor zu identifizieren. Der AM2+-Prozessor funktioniert dann zwar im alten AM2-Mainboard, allerdings können dabei die erweiterten Stromsparfunktionen der AMD K10-Prozessoren nicht genutzt werden. Die ersten vollständig zu Sockel AM2+ kompatiblen Boards wurden parallel zur Vorstellung der ersten Phenom-Prozessoren am 19. November 2007 vorgestellt und basieren auf den Chipsätzen der AMD-7er-Chipsatz-Serie. 2009 kam der Nachfolger Sockel AM3 auf den Markt, der sich vor allem durch die Unterstützung von DDR3-Arbeitsspeicher unterscheidet.